# Василевка (Юрьевский район)
Василевка (укр. Василівка) — село,
Жемчужненский сельский совет,
Юрьевский район,
Днепропетровская область,
Украина.
Код КОАТУУ — 1225981007. Население по переписи 2001 года составляло 135 человек .

## Географическое положение
Село Василевка находится на левом берегу реки Литовщина,
выше по течению на расстоянии в 4 км расположено село Новоалександровка (Близнюковский район),
ниже по течению на расстоянии в 2 км расположено село Варламовка,
на противоположном берегу — село Литовщина (Лозовской район).
Через село проходит автомобильная дорога Т-2107.